# مانويل دي سا
مانويل دي سا (بالبرتغالية: Manoel de Sá‏) هو كاتب وأستاذ جامعي وفيلسوف برتغالي، ولد في 1530 في فيلا دو كوندي في البرتغال، وتوفي في 30 ديسمبر 1596 في أرونا ، بيدمونت في إيطاليا.